# Kalundborg
Kalundborg és una ciutat de Dinamarca que té 16.316 habitants (a dia 1 de gener de 2014). És la principal població del municipi de Kalundborg del qual és la seu del Consell municipal. Es troba al litoral nord-oest de l'illa de Zealand al costat oposat de la qual i a 110 km es troba Copenhaguen. Té la bella Església de la Mare de Déu de Kalundborg, que està històricament associada amb el rei Valdemar I de Dinamarca i el famós arquebisbe Abasaló i que es caracteritza per la seva planta de creu grega i la insòlita estructura amb cinc torres. Les torres apareixen en l'escut municipal. Un altre edifici de la ciutat és la finca de la família Lerche, Lerchenborg, que és el millor exemple d'arquitectura rococó de Dinamarca. Kalundborg és coneguda per disposar d'un gran transmissor de telecomunicacions.
Kalundborg és principalment una ciutat comercial i industrial; el seu parc industrial va néixer la dècada de 1970 com a resposta a la necessitat de trobar utilitat als residus generats i fer front a les sancions econòmiques derivades de les emissions atmosfèriques generades,i no a través de la planificació governamental; per això és un model per a la planificació privada de parcs industrials ecològics.
A Kalundborg hi nasqué el Premi Nobel de Literatura Sigrid Undset.
Els Ferris connecten Kalundborg cap a Århus i amb l'illa de Samsø.

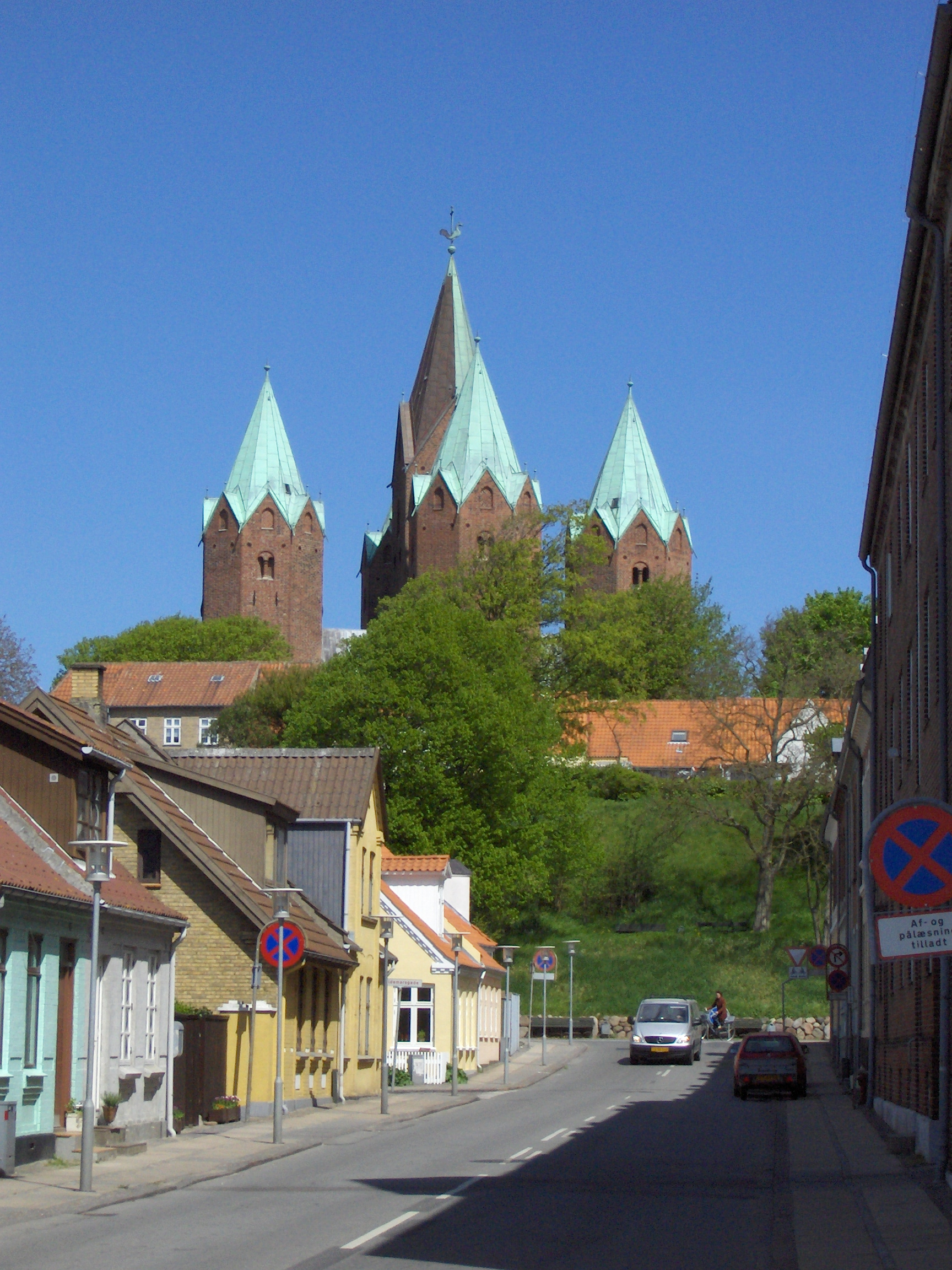
Església de la Mare de Déu de Kalundborg.

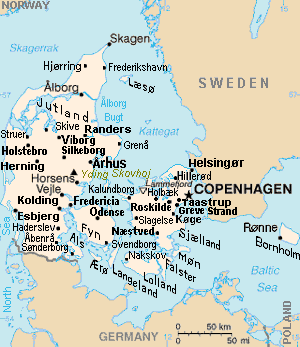
Kalundborg (centre del mapa) és a l'oest de Copenhaguen i Holbæk, al nord-oest de Slagelse a Zealand.

## Història
A la zona de Kalundborg hi va haver un assentament humà des de 1170 propiciat pel fet que la zona té un port natural al fiord de Kalundborg. Es va industrialitzar el segle xix.

## Personatges il·lustres
- Sigrid Undset (1882-1949), escriptora, Premi Nobel de Literatura de 1928.